# وادي حجر (حضرموت)
وادي حجر يقع في جنوب اليمن غرب محافظة حضرموت ويشق الوادي طريقه في ثلاث خوانق ثم يصب في البحر بالقرب من رأس الكلب، ويُعتبر وادي حجر من أخصب المناطق في حضرموت وأكثرها ماءً وفيه عيون ماء حارة جدا قد تصل إلى درجة الغليان وعلى امتداده توجد قرى بها مساحات واسعة من الأراضي الزراعية حيث تغزر الحياة النباتية وحقول الذرة والسمسم والبلح التي تروى من قنوات تستمد ماءها من ينابيع وعيون لا تنقطع. وتوجد على طول ضفتي النهر بساتين من النخيل الذي ينتج أفضل أنواع التمور يقدر عددها بحوالي (ثلاثة ملايين نخلة) ولكثرة أشجار النخيل فيها فقد أطلق عليها البعض اسم (مديرية النخيل). بالإضافة لجميع أنواع الحبوب والخضروات كذلك ذكر المورخ بن عبيد الله في كتابة ادام القوت في ذكر بلدان حضرموت بأن بريطانيا زرعت الارز في وادي حجر ابان احتلالها للجنوب العربي ومن أهم قرى وبلدات الوادي: كَنينه، مَحمده، ميفع، حجر، الحصين، القارة، الجَوْل، حوطة الفقيه علي، يَوْن، قَشَن، يَبعُث، مِشاط، قارّه بارُبيد، مَدهون، الصَداره. والأخيرة من نواحي الوادي الخصبة وفيها نحو مئة عين نضاحة ومن أهم قبائل وادي حجر هي قبيلة بارجاش أل كثير همدان.[بحاجة لمصدر]

## التسمية
سمي وادي حجر نسبة إلى حجر بن وائل الكندي أو حجر بن دغار أو حجر بن وهب أو وادي كندة وكان يعرف باسم ميفع.[بحاجة لمصدر]
وكان يقال لوادي حجر وقبائله (حجر بني وهب) نسبة إلى وهب بن ربيعة بن معاوية الأكرمين من كندة الملوك، ثم صار يقال له (حجر الحصين) ثم قيل (حجر الدغار) وكلهم من كندة، فكندة كانت الغالبة على الملك في هذه الجهة فكان المتبادر ان يكون ذو الامرة فيها من فروع كندة لهذا السبب وان اختلفت أسماء هذا الوادي إلا ان جميع الألقاب التي الحقت به هي لشخصيات أو أراضي تابعة لكندة.[بحاجة لمصدر]

## السكان
أغلب سكان بلاد حجر من قبائل نُوَّح وهي من سيبان، ومشائخهم ال باراس ثم المشاجرة وآل باحسن ونعمان وهم أبناء أخوة حجر بن وهب الذي نسب إليه هذا الوادي فقد أولد وهب بن ربيعة بن معاوية عمرو وربيعة؛ أمهما رهم بنت المثل بن معاوية، وحجر وأبا الخير؛ أمهما زينب بنت عمرو بن ثعلبة بن إياد، فولد عمرو بن وهب «نعمان» وخمرا، بطن وحبابا درج؛ أمهم كبشة بنت خديج بن أمرئ القيس بن الحارث بن معاوية، وولد ربيعة بن وهب «شجرة» بطن، وحرملة، وعمرا؛ أمهم من بني الرائش بن الحارث.[بحاجة لمصدر]